# 医薬品一覧
ヒトへの投与が認められている医薬品（Pharmaceutical drug）の一覧。
- （局）は日本薬局方に収載されているものを表す。

## 神経系に作用する薬物
- アドレナリン受容体刺激薬
  - アドレナリン（局）（エピネフリン）
  - ノルアドレナリン（局）（ノルエピネフリン）
  - ドパミン（塩酸塩）（局）
  - フェニレフリン（塩酸塩）（局）
  - エチレフリン（塩酸塩）（局）
  - エフェドリン（塩酸塩）（局）
  - メチルエフェドリン（塩酸塩）（局）
  - クロニジン（塩酸塩）（局）
  - メチルドパ（局）
  - グアナベンズ（酢酸塩）（局）
  - グアンファシン（塩酸塩）
  - イソプレナリン（塩酸塩）（局）
  - メトキシフェナミン（塩酸塩）
  - オルシプレナリン（硫酸塩）（局）
  - クロルプレナリン（塩酸塩）
  - トリメトキノール（塩酸塩）
  - サルブタモール（硫酸塩）（局）
  - テルブタリン（硫酸塩）（局）
  - ヘキソプレナリン（硫酸塩）
  - ビトルテロール（メシル酸塩）
  - フォルモテロール（フマル酸塩）（局）
  - ツロブテロール（塩酸塩）（局）
  - フェノテロール（臭化水素酸塩）
  - プロカテロール（塩酸塩）（局）
  - ピルブテロール（塩酸塩）
  - クレンブテロール（塩酸塩）
  - マブテロール（塩酸塩）
  - イソクスプリン（塩酸塩）
  - バメタン（硫酸塩）（局）
  - メタンフェタミン（塩酸塩）（局）（別名 ヒロポン）
  - メチルフェニデート（塩酸塩）
  - ピプラドロール（塩酸塩）
  - ペモリン
  - チラミン
  - イミプラミン（塩酸塩）（局）
  - コカイン（局）

- アドレナリン受容体遮断薬・神経遮断薬
  - プラゾシン（塩酸塩）
  - ブナゾシン（塩酸塩）（局）
  - テラゾシン（塩酸塩）
  - ウラピジル
  - ドキサゾシン（メシル酸塩）
  - トラゾリン（塩酸塩）
  - フェントラミン（メシル酸塩）
  - タムスロシン（塩酸塩）
  - プロプラノロール（塩酸塩）（局）
  - ブフェトロール（塩酸塩）（局）
  - ブプラノロール（塩酸塩）（局）
  - ブクモロール（塩酸塩）（局）
  - チモロール（マレイン酸塩）
  - ナドロール（局）
  - ニプラジロール
  - チリソロール（塩酸塩）
  - ピンドロール（マロン酸塩）
  - オクスプレノロール（塩酸塩）（局）
  - アルプレノロール（塩酸塩）（局）
  - インデノロール（塩酸塩）（局）
  - カルテオロール（塩酸塩）（局）
  - ペンブトロール（硫酸塩）（局）
  - ボピンドロール（マロン酸塩）
  - メトプロロール（酒石酸塩）
  - アテノロール
  - ビソプロロール（マロン酸塩）
  - ベタキソロール（塩酸塩）
  - アセブトロール（塩酸塩）（局）
  - セリプロロール（塩酸塩）
  - ラベタロール（塩酸塩）
  - ブニトロロール（塩酸塩）
  - アロチノロール（塩酸塩）（局）
  - アモスラロール（塩酸塩）
  - カルベジロール
  - ベバントロール（塩酸塩）
  - α－メチル－p－チロシン
  - α－メチルドパ（局）
  - ブレチリウム
  - グアネチジン（局）
  - レセルピン（局）

- ムスカリン受容体刺激薬
  - ピロカルピン（局）
  - アセチルコリン（塩化物）（局）
  - ベタネコール（塩化物）（局）
  - カルバコール
  - カルプロニウム（塩化物）
  - シサプリド
  - アクラトニウム（ナパジシル酸）
  - ネオスチグミン（局）
  - アンベノニウム（塩化物）（局）
  - ピリドスチグミン（臭化物）（局）
  - ジスチグミン（臭化物）（局）
  - エドロホニウム（塩化物）（局）
  - エコチオパート（沃化物）（局）

- ムスカリン受容体遮断薬
  - アトロピン（硫酸塩）（局）
  - スコポラミン（臭化水素酸塩）（局）
  - メチルアトロピン（臭化物）
  - ブチルスコポラミン（臭化物）（局）
  - ピペリドレート（塩酸塩）
  - エトミドリン
  - オキシフェンサイクリミン（塩酸塩）
  - トリヘキシフェニジル（塩酸塩）（局）
  - プロフェナミン
  - ピペリデン（局）
  - ピロヘプチン（塩酸塩）
  - メチキセン（塩酸塩）
  - オキサピウム（沃化物）（局）
  - ブトロピウム（臭化物）（局）
  - トロスピウム（塩化物）
  - チメピジウム（臭化物）（局）
  - チキジウム（臭化物）
  - チエモニウム（沃化物）
  - メチルベナクジウム（臭化物）（局）
  - プロバンテリン（臭化物）（局）
  - トロピカミド（局）
  - シクロペントラート（塩酸塩）（局）

## 免疫系に作用する薬物
- 金チオリンゴ酸ナトリウム
- オーラノフィン
- ペニシラミン
- ブシラミン
- ロベンザリット二ナトリウム
- アクタリット
- サラゾスルファピリジン
- シクロホスファミド（局）
- アザチオプリン（局）
- ミコフェノール酸モフェチル
- メトトレキサート（局）
- ミゾリビン
- シクロスポリン（局）
- タクロリムス（水和物）
- グスペリムス（塩酸塩）
- ムロモナブ-CD3
- ジフェンヒドラミン（塩酸塩）（局）（商品名：レスタミン・ベナ・ドリエル）
- ジフェニルピラリン（塩酸塩、テオクル酸塩）
- ジメンヒドリナート（局）
- クレマスチン（フマル酸塩）（局）
- クロルフェニラミン（マレイン酸塩）（局）（商品名：ポララミン）
- トリプロリジン（塩酸塩）
- ヒドロキシジン（パモ酸塩）（局）（商品名：アタラックス）
- ホモクロルシクリジン（塩酸塩）（局）
- シプロヘプタジン（塩酸塩）（局）
- プロメタジン（塩酸塩）（局）
- アリメマジン（酒石酸塩）（局）
- メキタジン（局）（商品名：ゼスラン・ニポラジン）
- テルフェナジン（商品名：トリルダン）
- フェキソフェナジン（塩酸塩）（商品名：アレグラ）
- クロモグリク酸ナトリウム（局）（商品名：インタール）
- トラニラスト
- イブジラスト
- ペミロラストカリウム
- タザノラスト
- ケトチフェン（フマル酸塩）（商品名：ザジテン）
- アゼラスチン（塩酸塩）（商品名：アゼプチン）
- アンレキサノクス
- オキサトミド（商品名：セルテクト）
- レピリナスト
- オザグレル（塩酸塩）
- セラトロダスト
- ラマトロバン
- プランルカスト（水和物）
- ザフィルルカスト
- スプラタスト（トシル酸塩）
- ロラタジン（商品名：クラリチン）
- オロパタジン（塩酸塩）（商品名：アレロック）
- ベポタスチン（ベシル酸塩 ）（商品名：タリオン）
- エバスチン（商品名：エバステル）
- エピナスチン（塩酸塩）（商品名：アレジオン）
- アンサー20（結核菌熱水抽出物）（局）

## 炎症に用いられる薬物
- ヒドロコルチゾン（局）
- コルチゾン（酢酸塩）（局）
- ヒドロコルチゾンナトリウム（コハク酸塩）（局）
- フルドロコルチゾン（酢酸塩）
- プレドニゾロン（局）
- ハロプレドン（酢酸塩）
- メチルプレドニゾロン（局）
- トリアムシノロン（局）
- トリアムシノロンアセトニド（局）
- ベタメタゾン（局）
- デキサメタゾン（局）
- パラメタゾン（酢酸塩）
- アスピリン（アセチルサリチル酸）（局）
- サリチル酸ナトリウム（局）
- サザピリン
- ジフルニサル
- メフェナム酸（局）
- フルフェナム酸
- トルフェナム酸
- イブプロフェン（局）
- アルミノプロフェン
- ナプロキセン（局）
- ケトプロフェン（局）
- チアプロフェン酸
- フルルビプロフェン（局）
- フェノプロフェンカルシウム
- プラノプロフェン（局）
- オキサプロジン（局）
- ロキソプロフェンナトリウム
- インドメタシン（局）
- トルメチンナトリウム
- ジクロフェナクナトリウム
- アルクロフェナク
- アンフェナクナトリウム
- アセメタシン
- プログルメタシン（マレイン酸塩）
- フェンブフェン
- ナブメトン
- スリンダク
- ピロキシカム
- テノキシカム
- エピリゾール（局）
- チアラミド（塩酸塩）（局）
- チノリジン（塩酸塩）
- エモルファゾン
- トリプシン
- セミアルカリプロテイナーゼ
- ブロメライン
- セラペプターゼ
- プロナーゼ
- リゾチーム（塩化物）

## 感染症に用いられる薬物
消毒薬
- エタノール（局）
- イソプロパノール（局）
- ヨードチンキ（局）
- ポビドンヨード（局）
- 次亜塩素酸ナトリウム
- フェノール（石炭酸）（局）
- クレゾール（局）
- クレゾール石鹸液（局）
- オキシドール（希過酸化水素水）（局）
- 過マンガン酸カリウム（局）
- グルタラール
- ホルマリン（局）
- ベンザルコニウム（塩化物）（局）
- ベンゼトニウム（塩化物）（局）
- アルキルジアミノエチルグリシン（塩酸塩）
- アルキルポリアミノエチルグリシン（塩酸塩）
- クロルヘキシジン（グルコン酸塩）（ヒビテン）（局）
- アクリノール（局）
- マーキュロクロム（局）

抗菌薬
- 細胞壁合成阻害薬
  - ベンジルペニシリン（局）
  - フェネチシリン
  - フェノキシエチルペニシリン
  - メチシリン
  - アンピシリン（局）
  - バカンピシリン（局）
  - タランピシリン（局）
  - レナンピシリン（局）
  - アモキシシリン（局）
  - シクラシリン（局）
  - ピブネシリナム（局）
  - スルベニシリン（局）
  - チカルシリン
  - ピペラシリン（局）
  - アスポキシシリン（局）
  - セファロリジン（局）
  - セファロチン（局）
  - セファゾリン（局）
  - セファピリン（局）
  - セフテゾール
  - セファレキシン（局）
  - セフラジン（局）
  - セフロキサジン（局）
  - セファクロル（局）
  - セファトリジン
  - セファドロキシル（局）
  - セフロキシム（局）
  - セフォチアム
  - セファマンドール（局）
  - セフロキシムアキセチル（局）
  - セフォチアムヘキセチル（局）
  - セフォタキシム（局）
  - セフチゾキシム（局）
  - セフメノキシム（局）
  - セフォジジム
  - セフトリアキソン（局）
  - セフタジジム（局）
  - セフォペラゾン（局）
  - セフピラミド（局）
  - セフィキシム（局）
  - セフテラムピボキシル（局）
  - セフポドキシムプロキセチル
  - セフチブテン（局）
  - セフェタメトピボキシル（局）
  - セフジニル（局）
  - セフジトレンピボキシル（局）
  - セフカペンピボキシル（局）
  - セフェピム（局）
  - セフピロム（局）
  - セフォゾプラン（局）
  - セフォセリス（局）
  - セフルプレナム
  - セフスロジン（局）
  - セフォキシチン（局）
  - セフメタゾールナトリウム（局）
  - セフォテタン（局）
  - セフブペラゾン（局）
  - セフミノクスナトリウム（局）
  - ラタモキセフ（局）
  - フロモキセフ（局）
  - セフォチアム（塩酸塩）（局）
  - セフォタキシムナトリウム（局）
  - セフォペラゾンナトリウム（局）
  - セファロリジン（局）
  - セファロチンナトリウム（局）
  - セファレキシン（局）
  - セフラジン（局）
  - セフロキシムナトリウム（局）
  - セファマンドールナトリウム（局）
  - セフロキシムアキセチル（局）
  - セフォチアムヘキセチル（塩酸塩）（局）
  - セフメノキシム（塩酸塩）（局）
  - セフォジジム（局）
  - セフタジジム（局）
  - セフェピム（塩酸塩）（局）
  - セフピロム（硫酸塩）
  - セフォキシチンナトリウム（局）
  - セフメタゾールナトリウム
  - セフォテタン
  - セフプペラゾンナトリウム（局）
  - セフミノクスナトリウム（局）
  - ラタモキセフナトリウム（局）
  - フロモキセフナトリウム（局）
  - アズトレオナム（局）
  - カルモナムナトリウム（局）
  - イミペネム・シラスタチン
  - パニペメム・ベタミプロン
  - メロペネム（局）
  - ファロペネム（局）
  - アモキシシリン・クラブラン酸
  - アンピシリン・スルバクタム
  - スルタミシリン（トシル酸塩）（局）
  - セフォペラゾン・スルバクタム
  - タゾバクタムナトリウム・ピペラシリンナトリウム
  - クラブラン酸カリウム（局）
  - スルバクタムナトリウム（局）
  - タゾバクタム
  - バンコマイシン（局）
  - テイコプラニン（局）
  - ホスホマイシン

- 細胞質膜機能障害薬
  - ポリミキシンB（硫酸塩）（局）
  - コリスチンメタンスルホン酸ナトリウム（局）
- 蛋白質合成阻害薬
  - ストレプトマイシン（局）
  - カナマイシン（局）
  - フラジオマイシン（局）
  - ベカナマイシン（局）
  - リボスタマイシン（局）
  - ゲンタマイシン（局）
  - トブラマイシン（局）
  - ジベカシン（局）
  - シソマイシン（局）
  - ミクロノマイシン（局）
  - ネチルマイシン（局）
  - アミカシン（局）
  - アルベカシン（局）
  - イセパマイシン（局）
  - アストロマイシン（局）
  - エリスロマイシン（局）
  - オレアンドマイシン
  - クラリスロマイシン（局）
  - ロキシスロマイシン（局）
  - キタサマイシン（局）
  - アセチルスピラマイシン（局）
  - ジョサマイシン（局）
  - ミデカマイシン（局）
  - ロキタマイシン（局）
  - アジスロマイシン
  - リンコマイシン（局）
  - クリンダマイシン（局）
  - オキシテトラサイクリン（局）
  - テトラサイクリン（局）
  - デメチルクロルテトラサイクリン
  - ドキシサイクリン（局）
  - ミノサイクリン（局）
  - クロラムフェニコール（局）
  - チアンフェニコール

- 核酸代謝阻害薬
  - ナリジクス酸（局）
  - ピロミド酸（局）
  - ノルフロキサシン（局）
  - エノキサシン（局）
  - オフロキサシン
  - スパルフロキサシン
  - レボフロキサシン
  - トスフロキサシン
  - シノキサシン
  - ピペミド酸（三水和物）（局）
  - ロメフロキサシン（塩酸塩）（局）
  - フレロキサシン
  - シプロフロキサシン（塩酸塩）
  - トスフロキサシン（トシル酸塩）
  - スパルフロキサシン
  - ガチフロキサシン
  - スルファメチゾール（局）
  - スルファモノメトキシン（局）
  - スルファメトキサゾール（局）
  - スルファジメトキシン
  - サラゾスルファピリジン（局）
  - ムピロシン

- 抗結核薬
  - イソニアジド（局）
  - リファンピシン（局）
  - エタンブトール（塩酸塩）（局）
  - ピラジナミド（局）
  - エチオナミド（局）
  - サイクロセリン（局）
  - パラアミノサリチル酸カルシウム（局）
  - エンビオマイシン（硫酸塩）
  - カナマイシン（硫酸塩）（局）
  - ストレプトマイシン（硫酸塩）（局）

- ハンセン病に用いられる薬物
  - ジアフェニルスルホン
  - グルコスルホンナトリウム
  - クロファジミン
  - リファンピシン（局）
  - オフロキサシン
  - サリドマイド

抗真菌薬
- アムホテリシンB（局）
- フルシトシン（局）
- ミコナゾール（硝酸塩もあり）（局）
- フルコナゾール
- イトラコナゾール（イトリゾール）
- テルビナフィン（塩酸塩）
- グリセオフルビン（局）
- ナイスタチン（局）
- トリコマイシン（局）
- クロトリマゾール（局）
- エコナゾール
- トルナフタート（局）
- トルシクラート
- シッカニン
- ビホナゾール（局）
- ピロールニトリン
- ビホナゾール
- ケトコナゾール（ニゾラール）
- スルコナゾール
- ネチコナゾール（塩酸塩）
- ラノコナゾール

ウイルス感染症治療薬
- 抗ヘルペスウイルス薬
  - アシクロビル
  - ガンシクロビル
  - ビダラビン
  - ホスカルネットナトリウム
  - イノシンプラノベクス
  - イドクスウリジン

- エイズ治療薬
  - ジドブジン
  - ラミブジン
  - ジダノシン
  - ザルシタビン
  - サニルブジン
  - インジナビル（硫酸塩エタノール付加物）
  - サキナビル（メシル酸塩）
  - リトナビル
  - ネルフィナビル（メシル酸塩）
  - アンプレナビル
  - ロピナビル・リトナビル（配合剤）
  - ネビラピン
  - デラビルジン（メシル酸塩）
  - エファビレンツ

- インフルエンザ治療薬
  - アマンタジン（塩酸塩）（局）
  - ザナミビル
  - オセルタミビル（燐酸塩）
- その他
  - アバカビル（硫酸塩）
  - プロパゲルマニウム
  - インターフェロン
  - 免疫グロブリン製剤

抗原虫薬
- 抗マラリア薬
  - キニーネ（塩酸塩・硫酸塩）（局）
  - クロロキン（燐酸塩・硫酸塩）
  - スルファドキシン・ピリメタミン
  - テトラサイクリン（局）
  - クリンダマイシン（局）
  - ハロファントリン
  - プリマキン（燐酸塩）
  - メフロキン
  - プログアニル
  - ドキシサイクリン（局）
  - ピリメタミン
  - プリマキン（硫酸塩）

寄生虫症に用いる治療薬
- メトロニダゾール（局）
- チニダゾール（局）
- メトロニダゾール
- チニダゾール
- エメチン
- デヒドロエメチン
- パロモマイシン
- ヨードキノール
- ジロキサニド（フロ酸塩）
- エリスロマイシン（局）
- スルファジアジン
- スルファモノメトキシン（局）
- スルファメトキサゾール（局）
- アセチルスピラマイシン（局）
- ピリメタミン
- スルファドキシン・ピリメタミン
- スルファメトキサゾール・トリメトプリム
- ペンタミジン（イセチオン酸塩）
- スラミン
- メラルソプロール
- スチボグルコネートナトリウム
- ピランテル（パモ酸塩）（局）
- メベンダゾール
- チアベンダゾール
- アルベンダゾール
- ピペラジン（燐酸塩・アジピン酸塩）（局）
- ジエチルカルバマジン（クエン酸塩）（局）
- サントニン（局）
- カイニン酸（局）
- イベルメクチン
- ニクロサミド
- プラジカンデル
- アルベンダゾール
- 酒石酸ナトリウムアンチモン
- プラジカンデル
- ビチオノール

## 悪性腫瘍に用いられる薬物
- 抗悪性腫瘍薬
  - ペメトレキセド
  - シクロホスファミド（局）
  - メルファラン（局）
  - イホスファミド（局）
  - ナイトロジェンマスタード-N-オキシド（塩酸塩）
  - カルボコン
  - チオテパ（局）
  - ブスルファン（局）
  - ニムスチン（塩酸塩）
  - ラニムスチン
  - シスプラチン（局）
  - カルボプラチン
  - ネダプラチン
  - オキサリプラチン
  - ダカルバジン
  - プロカルバジン（塩酸塩）（局）
  - ミトブロニトール
  - メルカプトプリン（局）
  - 6-メルカプトプリンリボシド
  - ヒドロキシカルバミド
  - フルオロウラシル（局）
  - テガフール（局）
  - カルモフール（局）
  - ドキシフルリジン
  - テガフール・ウラシル
  - テガフール・ギメスタット・オタスタットカリウム配合剤
  - カペシタビン
  - レボホリナートカルシウム
  - シタラビン（局）
  - シタラビン オクホスファート
  - エノシタビン
  - ゲムシタビン（塩酸塩）
  - メトトレキサート（局）
  - アクチノマイシンD（局）
  - マイトマイシンC（局）
  - ダウノルビシン（塩酸塩）
  - ドキソルビシン（塩酸塩）（局）
  - エピルビシン（塩酸塩）
  - ピラルビシン（塩酸塩）
  - アクラルビシン（塩酸塩）（局）
  - イダルビシン（塩酸塩）（局）
  - ミトキサントロン（塩酸塩）（局）
  - ブレオマイシン（塩酸塩）（局）
  - ペプロマイシン（硫酸塩）（局）
  - ネオカルチノスタチン
  - ジノスタチン スチマラマー
  - ビンクリスチン（硫酸塩）（局）
  - ビンブラスチン（硫酸塩）（局）
  - ビンデシン（硫酸塩）
  - ビノレルビン（酒石酸塩）
  - ドセタキセル
  - パクリタキセル
  - エトポシド
  - イリノテカン（塩酸塩）
  - ノギテカン（塩酸塩）
  - 燐酸エストラムスチンナトリウム
  - ホスフェストロール（局）
  - フルタミド
  - ゴセレリン（酢酸塩）
  - リュープロレリン（酢酸塩）
  - ビカルタミド（局）
  - デキサメタゾン（局）
  - タモキシフェン（クエン酸塩）
  - トレミフェン（クエン酸塩）
  - ファドゾロール水和物（塩酸塩）
  - アナストロゾール
  - メドロキシプロゲステロン（硫酸塩）
  - メピチオスタン（局）
  - エピチオスタノール
  - プレドニゾロン（局）
  - デキサメタゾン類
  - メドロキシプロゲステロン（酢酸塩）
  - L-アスパラギナーゼ
  - アセグラトン
  - オクトレオチド（酢酸塩）
  - ポルフィマーナトリウム
  - ソブゾキサン
  - ペントスタチン

- 免疫増強薬
  - 乾燥BCG
  - 結核菌熱水抽出物
  - 抗悪性腫瘍溶連菌製剤
  - ウベニメクス
  - クレスチン
  - レンチナン
  - シゾフィラン
  - インターフェロン
  - テセロイキン
  - セルモロイキン

- 分子標的薬
  - ゲフィチニブ
  - トラスツズマブ
  - イマチニブ（メシル酸塩）
  - リツキシマブ
  - エルロチニブ（塩酸塩）
  - ベバシズマブ
  - トレチノイン

## 外科的手術で用いられる薬物
- ハロタン（局）
- エンフルラン（局）
- イソフルラン
- セボフルラン
- 亜酸化窒素（局）
- チオペンタールナトリウム（局）
- チアミラールナトリウム（局）
- ペントバルビタールナトリウム
- プロポフォール
- ケタミン（塩酸塩）（局）
- ツボクラリン（塩化物）（局）
- パンクロニウム（臭化物）（局）
- ベクロニウム（臭化物）
- スキサメトニウム（塩化物）（局）
- ダントロレンナトリウム
- コカイン（塩酸塩）（局）
- プロカイン（塩酸塩）（局）
- テトラカイン（塩酸塩）（局）
- オキシブプロカイン（塩酸塩）（局）
- リドカイン（局）
- プロピトカイン（塩酸塩）
- メピバカイン（塩酸塩）（局）
- ブピバカイン（塩酸塩）
- ジブカイン（塩酸塩）（局）
- オキセサゼイン（局）
- ピペリジノアセチルアミノ安息香酸エチル
- ロクロニウム（臭化物）

## 痛み、発熱に用いられる薬物
- 鎮痛薬
  - モルヒネ（塩酸塩）（局）
  - コデイン（燐酸塩）（局）
  - ジヒドロコデイン（燐酸塩）（局）
  - エチルモルヒネ（塩酸塩）（局）
  - オキシコドン（塩酸塩）（局）
  - ペチジン（塩酸塩）（局）
  - フェンタニル（クエン酸塩）（局）
  - ブプレノルフィン（塩酸塩）
  - ブトルファノール（酒石酸塩）
  - ペンタゾシン（局）
  - エプタゾシン（臭化水素酸塩）
  - トラマドール（塩酸塩）
  - レバロルファン（酒石酸塩）
  - ナロキソン
  - ナルトレキソン
  - ロキソプロフェン

- 解熱性鎮痛薬
  - アスピリン（アセチルサリチル酸）（局）
  - サリチル酸ナトリウム（サルソニン）（局）
  - ジフルニサル
  - サリチル酸メチル（局）
  - サリチル酸（局）
  - アセトアミノフェン（局）
  - フェナセチン（局）
  - ジメトチアジン（メシル酸塩）
  - アンチピリン（局）
  - スルピリン（局）
  - アミノピリン
  - イソプロピルアンチピリン（局）

## 不眠症に用いられる薬物
- フルラゼパム（局）
- ハロキサゾラム（局）
- クアゼパム
- ニトラゼパム（局）
- フルニトラゼパム（局）
- エスタゾラム（局）
- ニメタゼパム
- ロルメタゼパム
- リルマザホン（塩酸塩）
- トリアゾラム（ハルシオン）
- ミダゾラム
- ゾピクロン（アモバン）
- ゾルピデム（酒石酸塩）
- ブロチゾラム
- リルマザホン（塩酸塩）
- バルビタール（局）
- フェノバルビタール（局）
- アモバルビタール（局）
- ペントバルビタールナトリウム
- セコバルビタールナトリウム

## 精神障害に用いられる薬物
- 精神病治療薬
  - クロルプロマジン（塩酸塩）（局）
  - ペラジン
  - レボメプロマジン（マレイン酸塩）（局）
  - トリフロペラジン（塩酸塩）
  - プロクロルペラジン（マレイン酸塩）（局）
  - ペルフェナジン（局）
  - フルフェナジン（マレイン酸塩）
  - チオリダジン（塩酸塩）（局）
  - チオチキセン
  - カルピプラミン（塩酸塩）
  - クロカプラミン（塩酸塩）
  - モサプラミン（塩酸塩）
  - ゾテピン
  - ハロペリドール（局）
  - スピペロン
  - チミペロン
  - ブロムペリドール
  - ピモジド
  - オキシペルチン
  - スルピリド（局）
  - スルトプリド（塩酸塩）
  - チアプリド（塩酸塩）
  - ネモナプリド
  - ペロスピロン水和物（塩酸塩）
  - クエチアピン（フマル酸塩）
  - リスペリドン
  - オランザピン
  - プロペリシアジン
  - ブロナンセリン

- 不安・神経症治療薬
  - クロチアゼパム（局）
  - エチゾラム（局）
  - アルプラゾラム（局）
  - ロラゼパム（局）
  - ブロマゼパム（局）
  - クロルジアゼポキシド（局）
  - ジアゼパム（局）
  - オキサゾラム（局）
  - クロキサゾラム（局）
  - フルジアゼパム（局）
  - メキサゾラム
  - ロフラゼプ酸エチル

- 躁うつ病治療薬
  - イミプラミン（塩酸塩）（局）
  - クロミプラミン（塩酸塩）（局）
  - アミトリプチリン（塩酸塩）（局）
  - ノルトリプチリン（塩酸塩）（局）
  - ロフェプラミン（塩酸塩）
  - アモキサピン（局）
  - ドスレピン（塩酸塩）
  - マプロチリン（塩酸塩）
  - ミアンセリン（塩酸塩）
  - セチプチリン（マレイン酸塩）
  - フルボキサミン（マレイン酸塩）
  - パロキセチン水和物（塩酸塩）
  - ミルナシプラン（塩酸塩）
  - トラゾドン（塩酸塩）
  - 炭酸リチウム

## 神経内科系疾患に用いられる薬物
- 痙攣性疾患に用いる薬物
  - フェニトイン（局）
  - エトトイン
  - カルバマゼピン（局）
  - フェノバルビタール（局）
  - プリミドン（局）
  - アセチルフェネトライド
  - バルプロ酸ナトリウム（局）
  - トリメタジオン（局）
  - エトスクシミド（局）
  - スルチアム（局）
  - ゾニサミド
  - クロナゼパム（局）
  - ジアゼパム（局）
  - クロバザム
  - バクロフェン（局）
  - ピラセタム
  - トルペリゾン（塩酸塩）（局）
  - エペリゾン（塩酸塩）
  - アフロカロン（局）
  - チザニジン（塩酸塩）
  - クロルフェネシン（カルバミン酸塩）（局）
  - プリジノール（メシル酸塩）
  - フェンプロバメート
  - メトカルバモール
  - 沈降破傷風トキソイド（局）
  - 乾燥破傷風ウマ抗毒素（局）
  - 抗破傷風ヒト免疫グロブリン

- 眩暈に用いる薬物
  - ジメンヒドリナート（局）
  - チエチルペラジン（リンゴ酸塩）
  - イソプレナリン（塩酸塩）（局）
  - ジフェニドール（塩酸塩）（局）
  - ベタヒスチン（メシル酸塩）（局）
- 脳血管疾患に用いる薬物
  - シチコリン
  - アデノシン三燐酸二ナトリウム（ATP-二ナトリウム）
  - γ－アミノ酪酸（GABA）
  - メクロフェノキサート（塩酸塩）（局）
  - アニラセタム
  - イフェンプロジル（酒石酸塩）（局）
  - ビンポセチン
  - ニセルゴリン
  - ジヒドロエルゴトキシン（メシル酸塩）（局）
  - オザクレルナトリウム
  - ニゾフェノン（フマル酸塩）

- 認知症治療薬
  - ドネペジル（塩酸塩）
  - ガランタミン
  - リバスチグミン
- パーキンソン病治療薬
  - トリヘキシフェニジル（塩酸塩）（局）(Trihexyphenidyl)
  - プロフェナミン（塩酸塩）
  - ピロヘプチン（塩酸塩）
  - マザチコール（塩酸塩）
  - メチキセン（塩酸塩）
  - ビペリデン（塩酸塩）（局）
  - アマンタジン（塩酸塩）（局）
  - レボドパ（局）
  - レボドパ－カルビドパ
  - レボドパ－ベンセラシド
  - ドロキシドパ
  - ブロモクリプチン（メシル酸塩）（局）
  - タリペキソール（塩酸塩）
  - カベルゴリン
  - ペルゴリド（メシル酸塩）
  - セレギリン（塩酸塩）

## 中枢刺激薬
- メタンフェタミン（塩酸塩）（ヒロポン）（局）（覚醒剤）
- ピプラドロール（塩酸塩）
- メチルフェニデート（塩酸塩）
- ペモリン
- マジンドール
- ジメフリン
- ジモルホラミン
- ペンテトラゾール
- ドキサプラム（塩酸塩）（局）
- ピクロトキシン
- ストリキニーネ

## 泌尿器系治療薬
- エピプロスタット
- 塩酸プロピベリン
- 塩酸オキシブチニン

## 利尿剤
- ヒドロクロロサイアザイド
- トリクロルメチアジド
- メフルシド（局）
- クロルタリドン
- トリパミド
- インダパミド
- メチクラン
- フロセミド（局）
- ブメタニド（局）
- エタクリン酸（局）
- ピレタニド
- アゾセミド
- トラセミド
- スピロノラクトン（局）
- エプレレノン
- カンレノ酸カリウム（局）
- トリアムテレン
- D-マンニトール
- イソソルビド（局）
- グリセリン（局）
- アセタゾラミド

## 内分泌系疾患に用いられる薬物
- バゾプレシン
- デスモプレシン（酢酸塩）
- 塩酸モザバプタン
- コニバプタン

## 心臓疾患に用いられる薬物
- 強心薬
  - ジギトキシン（局）
  - ジゴキシン（局）
  - メチルジゴキシン
  - ラナトシドC（局）
  - プロスシラリジン
  - デシラノシド（局）
  - ドパミン（塩酸塩）（局）
  - ドプタミン（塩酸塩）（局）
  - ドカルパミン
  - デノパミン
  - アミノフィリン（局）
  - アムリノン
  - オルプリノン（塩酸塩）
  - ミルリノン
  - ベスナリノン
  - ピモベンダン
  - ブクラデシンナトリウム
  - ユビデカレノン（局）

- 抗不整脈薬
  - キニジン（硫酸塩）（局）
  - プロカインアミド（塩酸塩）（局）
  - アジマリン（局）
  - ジソピラミド（局）
  - シベンゾリン（琥珀酸塩）
  - リドカイン（塩酸塩）
  - フェニトイン（局）
  - メキシレチン（塩酸塩）（局）
  - アプリンジン（塩酸塩）
  - フレカイニド（酢酸塩）
  - プロパフェノン（塩酸塩）
  - ピルシカイニド（塩酸塩）
  - ソタロール（塩酸塩）

- 狭心症治療薬
  - 亜硝酸アミル（局）
  - ニトログリセリン
  - イソソルビド（硝酸塩）
  - ジルチアゼム（塩酸塩）（局）
  - ニカルジピン（塩酸塩）
  - ニフェジピン（局）
  - ベラパミル（塩酸塩）（局）
  - ジラセプ（塩酸塩）（局）
  - ジピリダモール（局）

- 冠血管拡張薬
  - エタフェノン（塩酸塩）
  - トリメタジジン（塩酸塩）
  - トラピジル（局）
  - ニコランジル

## 末梢性脈管系疾患に用いられる薬物

### 高血圧治療薬（降圧剤）
- βアドレナリン受容体遮断薬
  - プロプラノロール（塩酸塩）（局）
  - チモロール（マレイン酸塩）
  - ナドロール
  - ニプラジロール
  - チリソロール（塩酸塩）
  - ピンドロール（局）
  - インデノロール（塩酸塩）（局）
  - カルテオロール（塩酸塩）（局）
  - ブニトロロール（塩酸塩）
  - ペンブトロール（硫酸塩）（局）
  - ボピンドロール（マロン酸塩）
  - メトプロロール（酒石酸塩）
  - アテノロール
  - ビソプロロール（フマル酸塩）
  - ベタキソロール（塩酸塩）
  - ベバントロール（塩酸塩）
  - アセブトロール（塩酸塩）（局）

- αβアドレナリン受容体遮断薬
  - カルベジロール
  - ラベタノール
  - アロチノロール（塩酸塩）（局）
  - アモスラロール（塩酸塩）
- α1アドレナリン受容体遮断薬
  - プラゾシン（塩酸塩）
  - ブナゾシン（塩酸塩）（局）
  - テラゾシン（塩酸塩）
  - ドキサゾシン（メシル酸塩）
  - ウラピジル
- 節遮断薬・中枢性α2アドレナリン受容体刺激薬など
  - レセルピン（局）
  - レシナミン
  - シロシンゴピン
  - アルサーオキシロン
  - グアネチジン（硫酸塩）（局）
  - ベタニジン（硫酸塩）
  - クロニジン（塩酸塩）（局）
  - メチルドパ（局）
  - グアンファシン（塩酸塩）
  - グアナベンズ（硫酸塩）
  - トリメタファン（カンシル酸塩）

- Ca受容体拮抗薬
  - ベラパミル（塩酸塩）（局）
  - ジルチアゼム（塩酸塩）（局）
  - ニフェジピン（局）
  - ニカルジピン（塩酸塩）（局）
  - ニソルジピン
  - ニトレンジピン
  - ニルバジピン
  - マニジピン（塩酸塩）
  - アムロジピン（ベシル酸塩）（ノルバスク）
  - ベニジピン（コニール）（塩酸塩）
  - アラニジピン（サプレスタ）
  - シルニジピン（アテレック）
  - フェロジピン（ムノバール）
  - エホニジピン（塩酸塩）（ランデル）
  - バルニジピン（塩酸塩）（ヒポカ）

- アンギオテンシン変換酵素阻害薬
  - カプトプリル（局）
  - アラセプリル
  - デラプリル（塩酸塩）
  - エナラプリル（マレイン酸塩）
  - リシノプリル
  - シラザプリル
  - ベナゼプリル（塩酸塩）（チバセン）
  - イミダプリル（塩酸塩）（タナトリル）
  - テモカプリル（塩酸塩）（エースコール）
  - キナプリル（塩酸塩）（コナン）
  - トランドラプリル（オドリック、プレラン）
  - ペリンドプリルエルブミン（コバシル）

- AT1受容体遮断薬
  - ロサルタンカリウム（ニューロタン）
  - カンデサルタンシレキセチル（ブロプレス）
  - バルサルタン（ディオバン）
  - テルミサルタン(商品名：ミカルディス）
  - オルメサルタン メドキソミル(商品名：オルメテック）
- 末梢血管拡張薬
  - ヒドララジン（塩酸塩）（局）（アプレゾリン）
  - トドララジン（塩酸塩）（局）（アピラコール）
  - ブドララジン（ブテラジン）
  - カドララジン（カドラール）
  - ニトロプルシドナトリウム（ニトプロ）

### 低血圧治療薬
- エチレフリン（塩酸塩）（局）（エホチール）
- アメジニウム（メチル硫酸塩）（リズミック）
- ミドドリン（塩酸塩）（メトリジン）

### 末梢循環障害治療薬
- トラゾリン（塩酸塩）（イミダリン）
- ジヒドロエルゴトキシン（メシル酸塩）（局）（エポス、ヒデルギン）
- イフェンプロジル（酒石酸塩）（局）（セロクラール）
- イソクスプリン（塩酸塩）（ズファジラン）
- バメタン（硫酸塩）（局）（バスクラート）
- アルプロスタジル アルファデクス（局）（プロスタンディン）
- アルプロスタジル（パルクス）
- リマプロスト アルファデクス（プロレナール、オパルモン）
- ベラプロストナトリウム（プロサイリン・ドルナー）
- イノシトールヘキサニコチネート（ニコキサチン）
- ヘプロニカート（メグリン）

### 脂質降下薬
- 陰イオン交換樹脂
  - コレスチラミン（クエストラン）
  - コレスチミド（コレバイン)
- HMG-CoA還元酵素阻害薬
  - プラバスタチンナトリウム（メバロチン）
  - シンバスタチン（リポバス）
  - フルバスタチンナトリウム（ローコール）
  - アトルバスタチン（リピトール）
  - ロスバスタチンカルシウム（クレストール）
  - ピタバスタチンカルシウム（リバロ）

- フィブラート
  - クロフィルバートアルミニウム（アルフィブレート）
  - シンフィブラート（局）（コレソルビン）
  - クリノフィブラート（局）（リポクリン）
  - ベザフィブラート（ベザトールSR）
  - フェノフィブラート（リピディル）
- ナイアシン
  - ニコモール（局）（コレキサミン）
  - ニセリトロール（局）（ペリシット）
- その他
  - プロブコール（シンレスタール）
  - ソイステロール（ヨウステロールG）
  - デキストラン硫酸ナトリウム硫黄（エム・デー・エス）
  - エラスターゼ（エラスチーム）
  - イコサペント酸エチル（エパデール）
  - エゼチミブ（ゼチア）

## 血液疾患に用いられる薬物
- 抗凝血薬
  - ヘパリンナトリウム（局）
  - ダナパロイドナトリウム（オルガラン）
  - ワルファリンカリウム（局）
  - アルガトロバン（ノバスタン）
  - メシル酸ガベキサート（局）
  - クエン酸ナトリウム（局）
  - プロタミン（硫酸塩）（局）
  - フィトナジオン（局）

- 抗血小板薬
  - アスピリン（局）
  - オザグレルナトリウム（カタクロット）
  - チクロピジン（塩酸塩）（局）（パナルジン）
  - リマプロスト アルファデクス（オパルモン、プロレナール）
  - ベラプロストナトリウム（ドルナー）
  - シロスタゾール（プレタール）
  - サルポグレラート（塩酸塩）（アンプラーグ）

- 血栓溶解薬
  - ウロキナーゼ（局）（ウロナーゼ）
  - ナサルプラーゼ（トロンボリーゼ）
  - チソキナーゼ（ハパーゼ）
  - アルテプラーゼ（アクチバシン）
  - ナテプラーゼ（ミライザー）
  - モンテプラーゼ（クリアクター）
  - パミテプラーゼ（リソナーゼ）
  - ストレプトキナーゼ

- 貧血治療薬
  - 硫酸鉄（局）
  - フマル酸鉄（Ⅱ）（フェルム）
  - クエン酸鉄（Ⅱ）ナトリウム（フェロミア）
  - シデフェロン（フェリコン）
  - コンドロイチン硫酸・鉄コロイド（ブルタール）
  - シアノコバラミン（局）（ビタミンB12注）
  - ヒドロキソコバラミン（酢酸塩）（局）（フレスミンS）
  - コバマミド（カロマイド）
  - メコバラミン（メチコバール）
  - 葉酸（局）（フォリアミン）
  - エポエチンアルファ（エスポー）
  - エポエチンベータ（エポジン）
  - メピチオスタン（局）（チオデロン）
  - フィルグラスチム（グラン）
  - ナルトグラスチム（ノイアップ）
  - レノグラスチム（ノイトロジン）
  - ミリモスチム（ロイコブロール）

- 止血薬
  - カルバゾクロムスルホン酸（アドナ）
  - アドレノクロムモノアミノグアニジン（S・アドクノン）
  - フィトナジオン（局）（ビタミンK1、カチーフN）
  - メナテトレノン（局）（ビタミンK2、ケイツー）
  - ヘモコアグラーゼ（レプチラーゼS）
  - 血液凝固第VIII因子
  - 血液凝固第IX因子
  - トロンビン（局）
  - ε-アミノカプロン酸
  - トラネキサム酸（局）
  - ポリドカノール（エトキシスクレロール）（エトチシスクレロール）
  - モノエタノールアミン（オレイン酸塩）（オルダミン）

## 消化器系疾患に用いられる薬物
- 消化管ガス排除薬
  - ジメチコン（ガスコン）
- 消化管機能促進薬
  - 塩化アセチルコリン（局）（オビソート）
  - 塩化ベタネコール（局）（ベサコリン）
  - 塩化カルプロニウム（アクチナミン）
  - アクラトニウム（ナパジシル酸塩）（アボビス）
- 消化管機能調整薬
  - メトクロプラミド（プリンペラン、プロメチン）
  - ドンペリドン（ナウゼリン）
  - イトプリド（塩酸塩）（ガナトン）
  - モサプリド（クエン酸塩）（ガスモチン）
  - トリメブチン（セレキノン）
- 悪心・嘔吐治療薬
  - グラニセトロン（塩酸塩）（カイトリル）
  - アザセトロン（塩酸塩）（セトローン）
  - オンダンセトロン（塩酸塩）（ソフラン）
  - ラモセトロン（塩酸塩）（ナゼア）
  - トロピセトロン（塩酸塩）（ナボバン）
  - クロルプロマジン（ウインタミン、コントミン）
  - エチルベラジン（リンゴ酸塩）（トレステン）
  - ペルフェナジン（トリオミン、ピーゼットシー）
  - プロクロルベラジン（ノバミン、パソトミン）
  - ジメンヒドリナート（ドラマミン）
  - ジフェンヒドラミン、シプロフィリン配合（トラベルミン）

- 鎮痙薬
  - アトロピン（硫酸塩）（局）
  - スコポラミン（臭化水素酸塩）（局）（ハイスコ）
  - ロートエキス（局）
  - 臭化ブチルスコポラミン（局）（スパリコン、ブスコバン）
  - 臭化チキジウム（チアトン）
  - 臭化チメピジウム（局）（セスデン）
  - 臭化プロパンテリン（局）（プロ・バンサイン）
  - 沃化オキサピウム（局）（エスペラン）
  - ジシクロベリン（塩酸塩）

- 消化性潰瘍治療薬
  - 炭酸水素ナトリウム（局）
  - 酸化マグネシウム（局）（マグラックス）
  - 合成珪酸アルミニウム（局）（ノルモザン）
  - 乾燥水酸化アルミニウムゲル（局）（アルミゲル、ホエミゲル）
  - ヒドロタルシト（ナシッド、サモールN）
  - ピレンゼピン（塩酸塩）（ガストロゼピン）
  - セクレチン（セクレパン、ガスプレチン）
  - ウロガストロン（ウガロン、ホモガロール）
  - プログルミド（プロミド）（局）
  - シメチジン（局）（タガメット、カイロック）
  - ラニチジン（塩酸塩）（ザンタック）
  - ファモチジン（局）（ガスター）
  - ロキサチジンアセタート（塩酸塩）（アルタット）
  - ニザチジン（アシノン）
  - ラフチジン（ストガー、プロテカジン）
  - オメプラゾール（オメプラール、オメプラゾン）
  - ランソプラゾール（タケプロン）
  - ラベプラゾールナトリウム（パリエット）
  - オルノプロスチル（ロノック、アロカ）
  - ミソプロストール（サイトテック）
  - エンプロスチル（カムリード）
  - ソファルコン（ソロン）
  - セトラキサート（塩酸塩）（局）（ノイエル）
  - ゲファルナート（ゲファニール）
  - プラウノトール（ケルナック）
  - ベネキサートベータデクス（塩酸塩）（ウルグート、ロンミール）
  - クレボプリド（リンゴ酸塩）（クラスト）
  - レバミピド（ムコスタ）
  - トロキシピド（アプレース）
  - メチルメチオニンスルホニウムクロリド（MMSC、キャベジンU）
  - スクラルファート（局）（アルサルミン）
  - ポラプレジンク（プロマック）
  - アセグルタミドアルミニウム（グルマール）
  - アルギン酸ナトリウム（アルロイドG）
  - エカベトナトリウム（ガストローム）
  - イルソグラジン（マレイン酸塩）（ガスロンN）
  - テプレノン（セルベックス）
  - プログルミド（プロミド）
  - アルジオキサ（局）（アランタ、イサロン）
  - スルピリド（局）（ドグマチール、アビリット）
  - 幼牛血液抽出物（ソルコセリル、セルリール）
  - 甘草抽出物（アスパロン）

- 下痢、潰瘍性大腸炎治療薬
  - タンニン酸アルブミン（局）（タンナルビン）
  - 次硝酸ビスマス（局）
  - 次没食子酸ビスマス（局）（デルマトール）
  - 薬用炭（局）
  - 天然珪酸アルミニウム（局）（アドソルビン）
  - ロペラミド（塩酸塩）（ロペミン）
  - 塩化ベルベリン（局）（キョウベリン）
  - ビフィズス菌（ビオスミン）
  - カゼイ菌（ビオラクチス）
  - ラクトミン（ビオフェルミン）
  - 酪酸菌（ミヤリサンBM）
  - 耐性乳酸菌（ビオフェルミンR）
  - チラクターゼ（ミルラクト）
  - アスペルギルス産生ガラクトシダーゼ（オリザチーム、ラクチーム）
  - 臭化メペンゾラート（局）（トランコロン）
  - アカメガシワ（局）（マロゲン）
  - サラゾスルファピリジン（局）（サラゾピリン）
  - メサラジン（ペンタサ）

- 瀉下薬
  - 酸化マグネシウム（局）
  - 水酸化マグネシウム
  - 硫酸マグネシウム
  - 硫酸ナトリウム
  - クエン酸マグネシウム
  - 人工カルルス塩
  - カルメロースナトリウム（局）（バルコーゼ）
  - ジオクチルスルホ琥珀酸ナトリウム（ビーマスS、強力バルコゾル）
  - ヒマシ油（局）
  - ビサコジル（局）（テレミンソフト）
  - ピコスルファートナトリウム（局）（ラキソベロン）
  - フェノバリン
  - センノサイド（プルゼニド）
  - グリセリン（局）

- 膵炎治療薬
  - カモスタット（メシル酸塩）（局）（フオイパン）
  - ガベキサート（メシル酸塩）（局）（注射用エフオーワイ）
  - ナファモスタット（メシル酸塩）（注射用フサン）
  - ウリナスタチン（局）（ミラクリッド）
  - フェニペントール（スイクリシン、パンコラール）
- 痔疾患治療薬
  - トリベノシド（ヘモクロン）
  - ロートエキス・タンニン酸
  - ボラギノールN
  - 大腸菌死菌製剤（ポステリザン）
- 肝疾患治療薬
  - グリチルリチン製剤（強力ネオミノファーゲンシー）
  - グルタチオン（タチオン）
  - チオプロニン（チオラ）
  - ポリエンホスファチジルコリン（イーピーエル）
  - ジクロロ酢酸ジイソプロピルアミン（リパオール）
  - プロトポルフィリン二ナトリウム（プロルモン、ピンプロン）
  - 肝臓加水分解物（レナルチン、レバイデン）
  - プロパゲルマニウム（セロシオン）
  - 副腎皮質ステロイド製剤
  - 硫酸フラジオマイシン

- 肝不全治療薬
  - マロチラート（カンテック）
  - ラクツロース（局）（モニラック、ラクツロース）
  - ラクチトール水和物（ポルトラック）
  - L-グルタミン酸ナトリウム（アンコーマ）
  - グルタミン酸アルギニン（アルギメート）
  - 分岐鎖アミノ酸製剤

- 胆道疾患治療薬
  - デヒドロコール酸（局）
  - ウルソデオキシコール酸（局）（ウルソ）
  - アネトールトリチオン（スルファレム、フェルビテン）
  - ヒメクロモン（局）（ヒメコール）
  - トレピブトン（局）（スパカール）
  - オサルミド（ヨシコール）
  - フロプロピオン（局）（コスパノン、スパネート）
  - 硫酸マグネシウム（局）
  - パパベリン（塩酸塩）（局）
  - ケノデオキシコール酸（ケノコール、レガノン）
  - ウルソデオキシコール酸

## 呼吸器系疾患に用いられる薬物
- 気管支喘息治療薬
  - ベクロメタゾン（プロピオン酸塩）（局）（ベコタイド、アルデシン）
  - フルチカゾン（プロピオン酸塩）（フルタイド）
  - ブデソニド（パルミコート）
  - パスパート
  - アストレメヂン
  - ブロンカスマ・ベルナ
  - ヒスタミン加人免疫グロブリン

- 呼吸興奮薬
  - ジモルホラミン（局）（テラプチク）
  - ジメフリン（塩酸塩）（レメフリン）
  - アセタゾラミド（局）（ダイアモックス）
  - ドキサプラム（塩酸塩）（局）（ドプラム）
  - アミノフィリン（局）（ネオフィリン）
  - 肺サーファクタント（サーファクテン）
  - レバロルファン（局）（酒石酸塩）（ロルファン）
  - ナロキソン（塩酸塩）（局）
  - フルマゼニル（アネキセート）
  - ベメグリド（メヂバール）

- 気管支拡張薬
  - テオフィリン（局）（テオドール、テオロング）
  - ジプロフィリン
  - プロキシフィリン
  - エフェドリン（塩酸塩）（局）
  - dl-メチルエフェドリン（塩酸塩）（局）
  - イソプレナリン（硝酸塩）
  - オルシプレナリン（硝酸塩）
  - クロルプレナリン（塩酸塩）
  - トリメトキノール（塩酸塩）（局）
  - サルブタモール（硫酸塩）（局）
  - テルブタリン（硫酸塩）（局）
  - ヘキソプレナリン（硫酸塩）
  - ツロブテロール（塩酸塩）（局）
  - プロカテロール（塩酸塩）（局）
  - フェノテロール（臭化水素酸塩）
  - ホルモテロール（フマル酸塩）（局）
  - クレンブテロール（塩酸塩）
  - マブテロール（塩酸塩）
  - 臭化イプラトロピウム（局）（アトロベント）
  - 臭化フルトロピウム（フルブロン）
  - 臭化オキシトロピウム（テルシガン、パルシガン）

- 鎮咳薬
  - コデイン（燐酸塩）（局）
  - ジヒドロコデイン（燐酸塩）（局）
  - オキシメテバノール（メテバニール）
  - デキストロメトルファン（臭化水素酸塩）（局）（メジコン）
  - ジメモルファン（燐酸塩）（局）（アストミン）
  - オキセラジン（クエン酸塩）（ネオアスドリン）
  - クロフェダノール（塩酸塩）（局）（コルドリン）
  - シャゼンソウエキス（フスタギン）
  - ペントキシベリン（局）（トクレス）
  - クロペラスチン（フスタゾール）
  - ベンプロペリン（燐酸塩）（フラベリック）
  - ノスカピン（局）（ナルコチン）
  - ホミノベン（塩酸塩）（ノレプタン）
  - チペピジン（ヒベンズ酸塩）（局）（アスベリン）
  - エプラジノン（塩酸塩）（レスプレン）

- 去痰薬
  - ブロムヘキシン（塩酸塩）（局）（ヒソルボン）
  - 桜皮エキス（ブロチン）
  - キョウニンエキス
  - メチルシステイン塩酸塩（ゼオチン、ペクタイト）
  - アセチルシステイン（ムコフィリン、アセテイン）
  - エチルシステイン（塩酸塩）（局）（チスタニン、ダイエース）
  - アンモニア・ウイキョウ精（局）
  - 沃化カリウム（局）
  - チロキサポール（アレベール）
  - カルボシステイン（ムコダイン）
  - アンブロキソール（塩酸塩）（ムコソルバン、ムコサール）
  - サポニン系（セネガ）
  - 蛋白質分解酵素
  - 多糖系分解酵素

## 代謝性疾患に用いられる薬物

### 経口血糖降下薬
- インスリン分泌促進
  - スルフォニルウレア (SU) 薬
    - トルブタミド
    - グリベンクラミド(局)（商品名：オイグルコン、ダオニール）
    - グリクラジド（商品名：グリミクロン）
    - グリメピリド（商品名：アマリール）
    - アセトヘキサミド（商品名：ジメリン）
    - グリクロピラミド（商品名：デアメリンS）

  - グリニド薬（即効型インスリン分泌促進薬、フェニルアラニン誘導体）
    - ナテグリニド（商品名：ファスティック、スターシス）
    - ミチグリニドカルシウム水和物（商品名：グルファスト）
- インスリン抵抗性改善
  - ビグアナイド薬(BG薬)
    - メトホルミン（商品名：メルビン、グリコラン）
    - 塩酸ブホルミン（商品名：ジベトスB）

  - チアゾリジン誘導体(TZD薬）
    - ピオグリタゾン（商品名：アクトス）
    - ロシグリタゾン （商品名：アバンディア）
- α-グルコシダーゼ阻害薬(α-GI)
  - ミグリトール（商品名：セイブル）
  - ボグリボース（商品名：ベイスン）
  - アカルボース（商品名：グルコバイ）

### 高尿酸血症（痛風）治療薬
- 尿酸合成阻害薬
  - キサンチンオキシダーゼ阻害薬
    - アロプリノール（局）（商品名：ザイロリック）
    - フェブキソスタット
- 尿酸排泄促進薬
  - ベンズブロマロン（局）（商品名：ユリノーム）
  - プロベネシド（局）（商品名：ベネシッド）
- 尿アルカリ化薬
  - 重曹（局）
  - クエン酸ナトリウム・クエン酸カリウム合剤（商品名：ウラリット）

## 泌尿器科領域で用いられる薬物
- バイアグラ

## 産婦人科で用いられる薬物
子宮収縮抑制薬
- 塩酸リトドリン

子宮収縮促進薬
- オキシトシン

陣痛減弱
- 硫酸マグネシウム

## 感覚器系疾患に用いられる薬物
- プレガバリン…末梢性神経障害性疼痛に用いられる。
- モルヒネ…麻薬の中でも代表的なもの。癌性疼痛などで用いられる。
- トラマドール・アセトアミノフェン…非がん性慢性疼痛、抜歯後疼痛に用いられる。
- オロパタジン点眼液…アレルギー性結膜炎に処方される。

## 皮膚疾患に用いられる薬物
- 外用薬
  - プロピオン酸クロベタゾール製剤（商品名: デルモベート）ステロイド外用剤

- - テルビナフィン…抗真菌薬
  - アダパレン…尋常性痤瘡治療薬
  - リラナフタート…抗真菌薬
  - タクロリムス…アトピー性皮膚炎治療に用いられる免疫抑制剤